# Assenede
Assenede là một đô thị ở tỉnh Oost-Vlaanderen. Đô thị này bao gồm các thị xã Assenede, Bassevelde, Boekhoute và Oosteeklo. Tại thời điểm ngày 1 tháng 1 năm 2006 Assenede có tổng dân số 13.552 người. Tổng diện tích là 87,22 km² với mật độ dân số là 155 người trên mỗi km².